# Haager Übereinkommen über die zivilrechtlichen Aspekte internationaler Kindesentführung

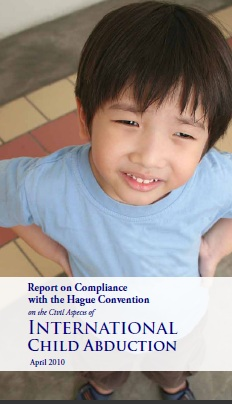
U.S. Department of State - Report on Compliance with the Hague Convention on the Civil Aspects of International Child Abduction - Compliance Report 2013 (pdf) (4,3 MB)

Das Haager Übereinkommen über die zivilrechtlichen Aspekte internationaler Kindesentführung (auch Haager Kindesentführungsübereinkommen, kurz HKÜ) vom 25. Oktober 1980 ist ein multilaterales Abkommen im Rahmen der Haager Konferenz für Internationales Privatrecht. Es betrifft Fälle Internationaler Kindesentführung.
Das Abkommen hat das Ziel, Kinder vor den schädlichen Folgen einer Entziehung oder Zurückhaltens über internationale Grenzen hinweg zu beschützen, indem dieses multilaterale Abkommen Verfahren anwendet, die die unverzügliche Rückführung anordnen. Das Abkommen schreibt vor, dass die Vertragsstaaten innerhalb von 6 Wochen eine Rückführung anordnen müssen. Der Antrag auf Rückführung muss innerhalb eines Jahres nach Verbringen des Kindes ins Ausland gestellt werden. Andernfalls kann die Rückführung mit der Begründung abgelehnt werden, dass das Kind sich in die neue Umgebung eingelebt habe. Entscheidend für den HKÜ-Antrag ist, wie die Sorgerechtsverhältnisse vor der Entführung waren und ob das entführte Kind seinen gewöhnlichen Aufenthalt in dem Land hatte, von wo es entführt wurde. Im Rahmen des Rückführungsverfahren kann das ausländische Gericht eine Widerrechtlichkeitsbescheinigung nach Artikel 15 des HKÜ-Abkommens verlangen. Diese Bescheinigung wird kostenlos durch die jeweiligen Familiengerichte an den Amtsgerichten ausgestellt.
Die Antragsstellung erfolgt über die Zentrale Behörde in Bonn. Der Antrag ist auf Deutsch und in der Sprache des jeweiligen ersuchten Landes zu stellen. Die Formulare sind in zahlreichen Sprachen vorhanden. Neben dem HKÜ gibt es europäische Rechtsvorschriften, die für die betroffenen Elternteile deutliche Erleichterungen in der Lösung eines internationalen Kindschaftskonfliktes bedeuten. Am 1. März 2005 trat die sogenannte Brüssel II a-Verordnung der Europäischen Union in Kraft.

## Inhaltliche Übersicht des Übereinkommens
- Artikel 1: sofortige Rückgabe widerrechtlich entführter oder zurückgehaltene Kinder sowie die Einhaltung des Umgangsrechts
- Artikel 2: Maßnahmen zur Umsetzung des Übereinkommens
- Artikel 3: Widerrechtlichkeit über das Verbringen oder Zurückhalten eines Kindes
- Artikel 4: Anwendung des Übereinkommens bei gewöhnlichen Aufenthalt in einem Vertragsstaat
- Artikel 5: Definition von Sorgerecht und Umgangsrecht
- Artikel 6: Zentrale Behörde in den jeweiligen Vertragsstaaten zur Wahrnehmung der dieses Übereinkommen übertragenen Aufgaben
- Artikel 7: Zusammenarbeit der zentralen Behörden zwischen den Vertragsstaaten und deren unmittelbaren Aufgaben
- Artikel 8: Antrag auf Rückführung
- Artikel 9: Weiterleitung des Antrages, wenn sich das Kind nicht im ersuchenden Vertragsstaat befindet
- Artikel 10: Maßnahmen zur freiwilligen Rückgabe des Kindes
- Artikel 11: Betreiben des Rückführungsverfahren mit gebotener Eile
- Artikel 12: Ein-Jahresfrist
- Artikel 13: Ablehnungsgründe einer Rückführung
- Artikel 14: Berücksichtigung von gerichtlichen und behördlichen Entscheidungen im Ausland
- Artikel 15: Verlangen einer Widerrechtlichkeitsbescheinigung
- Artikel 16: Sorgerechtsentscheidung erst nach Abschließen des Rückführungsverfahrens
- Artikel 17: Kein Einfluss von Sorgerechtsentscheidungen im ersuchten Land auf Rückführungsverfahren
- ab Artikel 21: Recht zum persönlichen Umgang
- ab Artikel 37: Schlussbestimmungen – Beitritt, Unterzeichnung und Ratifizierung sowie Gültigkeit

### Widerrechtliches Verbringen oder Zurückhalten
Das Übereinkommen definiert, dass das Verbringen oder Zurückhalten eines Kindes im Folgenden widerrechtlich ist:
- Verletzung des Sorgerechts, das einer Person, Behörde oder sonstigen Stelle allein oder gemeinsam nach dem Recht des Staates zusteht, in dem das Kind unmittelbar vor dem Verbringen oder Zurückhalten seinen gewöhnlichen Aufenthalt hatte;
- dieses Recht im Zeitpunkt des Verbringens oder Zurückhaltens allein oder gemeinsam tatsächlich ausgeübt wurde oder ausgeübt worden wäre, falls das Verbringen oder Zurückhalten nicht stattgefunden hätte.

### Gewöhnlicher Aufenthalt und Rückführung
Das Haager Übereinkommen schreibt in Artikel 12 die sofortige Rückführung eines Kindes vor, wenn es seinen gewöhnlichen Aufenthalt in einem HKÜ-Vertragsstaat vor der Kindesentziehung hatte. Es soll verhindert werden, dass im HKÜ-Vertragsstaat, in den das Kind entzogen wurde, ein Bruch der Sorge- und Umgangsrechte stattfindet. Gewöhnlicher Aufenthalt besagt, dass das Kind eine gewohnte Umgebung vor Kindesentziehung hatte, aus der es durch den entziehenden Elternteil herausgerissen wurde. Es ist hervorzuheben, dass der Terminus gewöhnlicher Aufenthalt nicht durch das widerrechtliche Verbringen beziehungsweise Zurückhalten eines Kindes sich auf die neue entstandene Lebenssituation bezieht. Der entziehende Elternteil kann hierdurch nicht einseitig einen neuen gewöhnlichen Aufenthalt schaffen. Eine internationale Kindesentziehung bleibt auch dann widerrechtlich, wenn dieser Zustand bedingt durch verfahrenstechnische Verzögerungen des Rückführungsverfahrens über Jahre fortdauert. Allerdings kann die Rückführung nach Art. 13 Abs. 1 Buchstabe b HKÜ abgelehnt werden, wenn sie "mit der schwerwiegenden Gefahr eines körperlichen oder seelischen Schadens für das Kind verbunden ist oder das Kind auf andere Weise in eine unzumutbare Lage bringt". Der Europäische Gerichtshof für Menschenrechte hat daraus abgeleitet, dass die Rückführung nicht "automatisch oder schematisch" angeordnet werden dürfe, sondern das Kindeswohl bei der Entscheidung an erster Stelle stehen müsse.

### Widerrechtlichkeit nach Artikel 3 (Widerrechtlichkeitsbescheinigung)
Der Richter im angerufenen HKÜ-Vertragsstaat kann eine Widerrechtlichkeitsbescheinigung nach Artikel 3 HKÜ verlangen. Diese wird bei den jeweiligen Amtsgerichten kostenlos ausgestellt. In dieser wird bescheinigt, dass das Verbringen des Kindes nach Artikel 3 HKÜ widerrechtlich gewesen ist. Die Vertragsstaaten sind dazu verpflichtet, den betroffenen Elternteil zu unterstützen, um eine solche Bescheinigung zu erwirken.

### Vertragsstaaten
Diese Karte zeigt die Länder, die dem HKÜ-Abkommen beigetreten sind – untergliedert in HCCH Mitglieder und HCCH-Nichtmitglieder (Stand: März 2011).

Beitrittsländer (Mitglieder der HCCH)
Beitrittsländer (nicht-Mitglieder der HCCH)

Dem HKÜ sind bis zum 7. März 2025 folgende 103 Staaten beigetreten:
A:
Albanien, Andorra, Argentinien, Armenien, Australien

B:
Bahamas, Barbados, Belarus, Belgien, Belize, Bolivien, Bosnien-Herzegowina, Botswana, Brasilien, Bulgarien, Burkina Faso

C:
Chile, Costa Rica

D:
Dänemark (ohne Färöer und Grönland), Deutschland, Dominikanische Republik

E:
Ecuador, El Salvador, Estland

F:
Fidschi, Finnland, Frankreich

G:
Gabun, Georgien, Griechenland, Guatemala, Guinea, Guyana,

H:
Honduras, Hongkong (Sonderverwaltungszone der VR China)

I:
Irak, Irland, Island, Israel, Italien

J:
Jamaika, Japan

K:
Kanada, Kap Verde, Kasachstan, Kolumbien, Kroatien, Kuba

L:
Lesotho, Lettland, Liechtenstein, Litauen, Luxemburg,

M:
Macau (Sonderverwaltungszone der VR China), Malta, Marokko, Mauritius, Mazedonien, Mexiko, Moldawien, Monaco, Montenegro

N:
Neuseeland, Nicaragua, Niederlande (Vorbehalt: HKÜ bezieht sich nur auf das niederländische Königreich in Europa, also nicht in Übersee), Norwegen

Ö:
Österreich

P:
Pakistan, Panama, Paraguay, Peru, Philippinen, Polen, Portugal

R:
Rumänien, Russland

S:
San Marino, Sambia, Schweden, Schweiz, Serbien, Seychellen, Simbabwe, Singapur, Slowakei, Slowenien, Spanien, Sri Lanka, St. Kitts und Nevis, Südafrika, Südkorea

T:
Thailand, Trinidad & Tobago, Tschechische Republik, Tunesien, Türkei, Turkmenistan

U:
Ukraine, Ungarn, Uruguay, Usbekistan

V:
Venezuela, Vereinigtes Königreich (mit Bermuda, Falklandinseln, Isle of Man, Jersey, Kaimaninseln und Montserrat), Vereinigte Staaten von Amerika

Z:
Zypern

Einschränkend ist anzumerken, dass nicht alle Staaten das Haager Übereinkommen bilateral anerkennen und anwenden. Beispielsweise haben die Vereinigten Staaten von Amerika dem Beitritt der Philippinen nicht zugestimmt (Status: 2021). Das Übereinkommen hat daher zwischen den betreffenden Staaten keine rechtliche Wirkung.

### Kindesentführung innerhalb der Europäischen Union
In den Mitgliedsstaaten der Europäischen Union (außer Dänemark) wird das HKÜ durch die Brüssel IIa-Verordnung modifiziert.

### Noncompliance – HKÜ-Inkonformität
Unter dem Begriff "Noncompliance" versteht man die HKÜ-Inkonformität einiger Mitgliedsländer in Bezug auf die praktische Umsetzung dieses Haager Übereinkommens. Das U.S. Department of State veröffentlicht gegenüber dem Kongress der Vereinigten Staaten jährlich im Mai einen sogenannten "Compliance Report", der die Umsetzung des Übereinkommens und die Konformität der jeweiligen Mitgliedsländer anhand von ein- und ausgehenden Fällen der Vereinigten Staaten beobachtet. Der Bericht hebt Länder mit der folgenden Kategorisierung hervor:
- "Not compliant" – Länder, die sich im Verhältnis zu den USA nicht HKÜ-konform verhalten:
  - Costa Rica
  - Guatemala
- "Demonstrating Patterns of Noncompliance" – Länder, die im Verhältnis zu den USA teilweise HKÜ-Inkonformität gezeigt haben:
  - Bahamas
  - Brasilien
  - Panama

Im Gegensatz zum U.S. Department of State veröffentlicht die Zentrale Behörde in Bonn eine Jahresstatistik, in der lediglich die Antragseingänge und -ausgänge innerhalb des jeweils letzten Jahres mit den jeweiligen Resultaten veröffentlicht werden. Auf Schwierigkeiten mit Partnerländern in der Umsetzung des Übereinkommens wird nicht eingegangen.

## Nichteinhaltung des HKÜs
Am 9. Mai 2017 zeigte das Fernsehmagazin Report Mainz anhand eines konkreten Beispiels, dass die Ukraine das HKÜ trotz geltendem Völkerrecht nicht einhält und ignoriert. Insgesamt haben bisher 33 deutsche Mütter oder Väter von in die Ukraine entführten Kindern vor Gericht für die Rückführung ihrer Kinder im Sinne des HKÜs geklagt, jedoch sei diesen Anträgen nach Angaben des stellvertretenden ukrainischen Justizministers Serhij Petuchow nur in drei Fällen stattgegeben worden. Selbst in diesen drei Fällen kam es jedoch nicht zu einer tatsächlichen Rückführung. Nach Angaben des deutschen Justizministeriums werde auf die Ukraine kein Druck für die Einhaltung des HKÜs aufgebaut, um die zwischenstaatlichen Beziehungen nicht zu gefährden.